# Hedysarum wrightianum
Hedysarum wrightianum là một loài thực vật có hoa trong họ Đậu. Loài này được Aitch. & Baker miêu tả khoa học đầu tiên.